# Ibrahim Bezghoudi
Ibrahim Bezghoudi (arab. إبراهيم البزغودي, ur. 7 czerwca 1983 w Barkanie) – marokański piłkarz, grający na pozycji środkowego napastnika.

## Klub

### Początki
Zaczynał karierę w Olympique Khouribga, do którego trafił w 2004 roku. Następnie, w 2009 roku przeniósł się do Difaâ El Jadida.

### Olympic Safi
1 lipca 2011 roku został zawodnikiem Olympic Safi. W tym zespole zadebiutował 25 września 2011 roku w meczu przeciwko Maghreb Fez (porażka 5:1). Na boisko wszedł w 57. minucie, zastępując Abderrazaka Hamdallaha. Pierwszą asystę zaliczył 30 listopada 2011 roku w meczu przeciwko Ittihad Khémisset (2:0). Asystował przy bramce Abderrazaka Hamdallaha w 82. minucie. Pierwszego gola strzelił 24 lutego 2012 roku w meczu przeciwko FAR Rabat (porażka 2:1). Do siatki trafił w 75. minucie. Łącznie zagrał 39 meczów, strzelił gola i miał 7 asyst.

### Powrót do Churibki
1 lipca 2013 roku powrócił do Olympique Khouribga. W tym klubie ponownie zadebiutował 27 sierpnia 2013 roku w meczu przeciwko KAC Kénitra (1:1). W debiucie asystował przy golu Farida Talhaouiego z 71. minuty. Łącznie po powrocie zagrał 64 mecze, strzelił 13 goli i miał 7 asyst. W sezonie 2015/2016 cieszył się ze zdobycia pucharu Maroka.

### FAR Rabat
2 sierpnia 2016 roku przeniósł się do FAR Rabat. W tym klubie debiut zaliczył 18 września 2016 roku w meczu przeciwko Olympic Safi (wygrana 2:0). Zastąpił Abdelhafeda Lirkiego w 60. minucie. Pierwszą asystę zaliczył 29 października 2016 roku w meczu przeciwko Moghreb Tétouan (porażka 3:1). Asystował przy bramce Mehdiego Naghmiego w 64. minucie. Pierwszego gola strzelił 23 grudnia 2016 roku w meczu przeciwko Raja Casablanca (1:1). Do siatki trafił w 93. minucie. Łącznie zagrał 68 meczów, strzelił 16 bramek i zanotował 15 asyst. 

### Youssoufia Berrechid
5 sierpnia 2019 roku podpisał kontrakt z Youssoufią Berrechid. Po raz pierwszy zagrał tam 15 września 2019 roku w meczu przeciwko Renaissance Zemamra (porażka 1:2). Wszedł na boisko w 55. minucie, zastąpił Karima Hachimiego. Pierwszą asystę zaliczył 4 listopada 2019 roku w meczu przeciwko Mouloudii Wadżda (porażka 3:1). Asystował przy bramce Youssefa El Omariego w 24. minucie. Łącznie zagrał 8 meczów i raz asystował.

### Ittihad Tanger
10 stycznia 2020 roku przeniósł się do Ittihadu Tanger. Zadebiutował tam 23 stycznia 2020 roku w meczu przeciwko Olympic Safi (porażka 1:2). W debiucie asystował przy golu Sofiana El Moudane w 79. minucie. Pierwszego gola strzelił 8 września 2020 roku w meczu przeciwko Olympique Khouribga (0:1). Do siatki trafił w 79. minucie. Łącznie zagrał 16 meczów, strzelił gola i dwukrotnie asystował.

### TAS Casablanca i koniec kariery
1 września 2021 roku został zawodnikiem TAS Casablanca. 28 stycznia roku następnego odszedł z tego klubu, następnie zakończył karierę.